# しもうさ号
しもうさ号は、東日本旅客鉄道（JR東日本）が、大宮駅 - 西船橋駅・新習志野駅・海浜幕張駅間を、東北本線（貨物線）・武蔵野線（大宮支線・西浦和支線・本線）・京葉線（二俣支線・本線）を経由して運行する普通列車の愛称である。

## 概要
JR東日本のグループ経営ビジョン「挑む」で指定された環状路線群「東京メガループ」の利便性・速達性の向上を狙い、本来は南浦和駅・武蔵浦和駅で乗り換えが必要な大宮駅と武蔵野線・京葉線との間を、武蔵野線大宮支線（与野駅 - 西浦和駅、但し西浦和駅は経由しない）を使用して直通する列車として、2010年12月4日より運行している。また、同日の東北新幹線新青森駅開業を契機として、武蔵野線・京葉線沿線から接続駅である大宮駅へのアクセスルートの充実も見込んでいる。

## 沿線概況
武蔵浦和駅以東は通常の武蔵野線（京葉線直通）と同じである。
大宮行きは、武蔵浦和駅を出るとすぐに武蔵野線本線から左へ分岐して西浦和支線に入り、東北新幹線と埼京線の高架をくぐりながら、上り勾配で本線を跨いで右カーブで分かれる。この区間は全線複線かつ完全立体交差の三角線区間であり、すぐに左から西浦和駅付近で分岐した大宮支線が接近してくる。合流すると、再び新幹線・埼京線の中浦和駅付近の高架をくぐり、別所信号場を通過して大宮台地の斜面をトンネルで潜る。
台地の縁を通るため、一度トンネルを抜ける区間があるが、騒音防止のコンクリートボックスに囲まれており、屋外と判らないまま次のトンネルに続く。東北本線の北浦和駅 - 与野駅間で、東北貨物線の上下線の間に顔を出し、大宮操車場で湘南新宿ラインが通る東北貨物線に移り、大宮駅11番線に到着する。乗客を下ろすと大宮総合車両センター東大宮センターに回送され、出発準備を行う。
東大宮センターを出た列車は、大宮駅では宇都宮線ホームの3番線に入る。大宮で乗車を待ち、発車するとすぐに宇都宮線上り本線と平面交差して東北貨物線に入り、大宮操車場で武蔵野線大宮支線に移ったのち、与野駅の先で地下に潜る。

## 運行概況
朝夕のラッシュ時間帯に設定されている。
早朝に運行される新習志野 → 大宮・大宮 → 海浜幕張の1往復、夕方に運行される新習志野 → 大宮・大宮 → 西船橋の1往復、夜間に運行される西船橋 → 大宮・大宮 → 新習志野の1往復の、計3往復がある。平日と土休日で時刻が異なる。なお、朝の海浜幕張行きは、同駅到着後新習志野までの2駅の運用を行う。
運転士は蘇我運輸区京葉派出、車掌はさいたま車掌区、および京葉運輸区の所属者が担当する。
大宮駅では線路配線の都合上、駅構内で折り返すことができないため、前述の通り大宮駅11番線で乗客を降ろすと、大宮総合車両センター東大宮センターまで一旦回送されて折り返し、大宮駅3番線より発車する。
大宮駅 - 武蔵浦和駅間の列車番号のアルファベットはMで列車ダイヤで運行されるが、武蔵浦和駅 - 海浜幕張駅間はアルファベットがEで電車ダイヤであり、一部の駅でしか採時を行わない。また同駅間では種別が各駅停車となる。
大宮行きの場合、列車は南浦和駅で東北本線を一度跨ぎ、武蔵浦和駅を経由して、大回りする形で再度東北本線に合流する。大宮支線にはJR東日本の営業キロが設定されているが、この区間で有効な乗車券は販売されておらず、浦和駅・南浦和駅経由の乗車券で利用することになる。ただし、大宮駅 - 武蔵浦和駅間を利用する場合において、大都市近郊区間（東京近郊区間）の適用を受けるときは、埼京線経由の乗車券で利用することになる。

## 車両
京葉車両センター所属の209系500番台・E231系の8両編成が使用される。
2020年10月までは同所所属の205系も使用されていた。

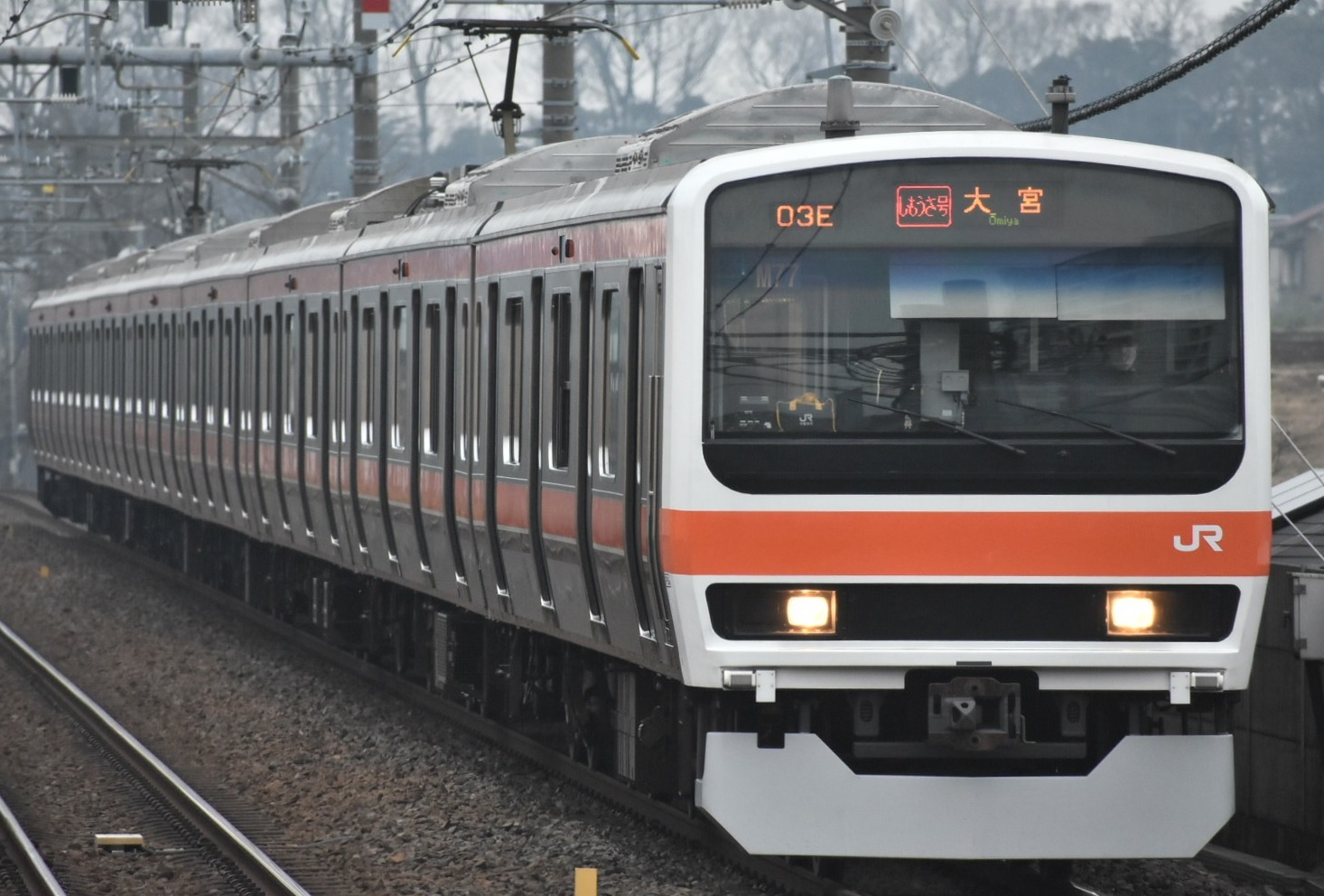
209系500番台
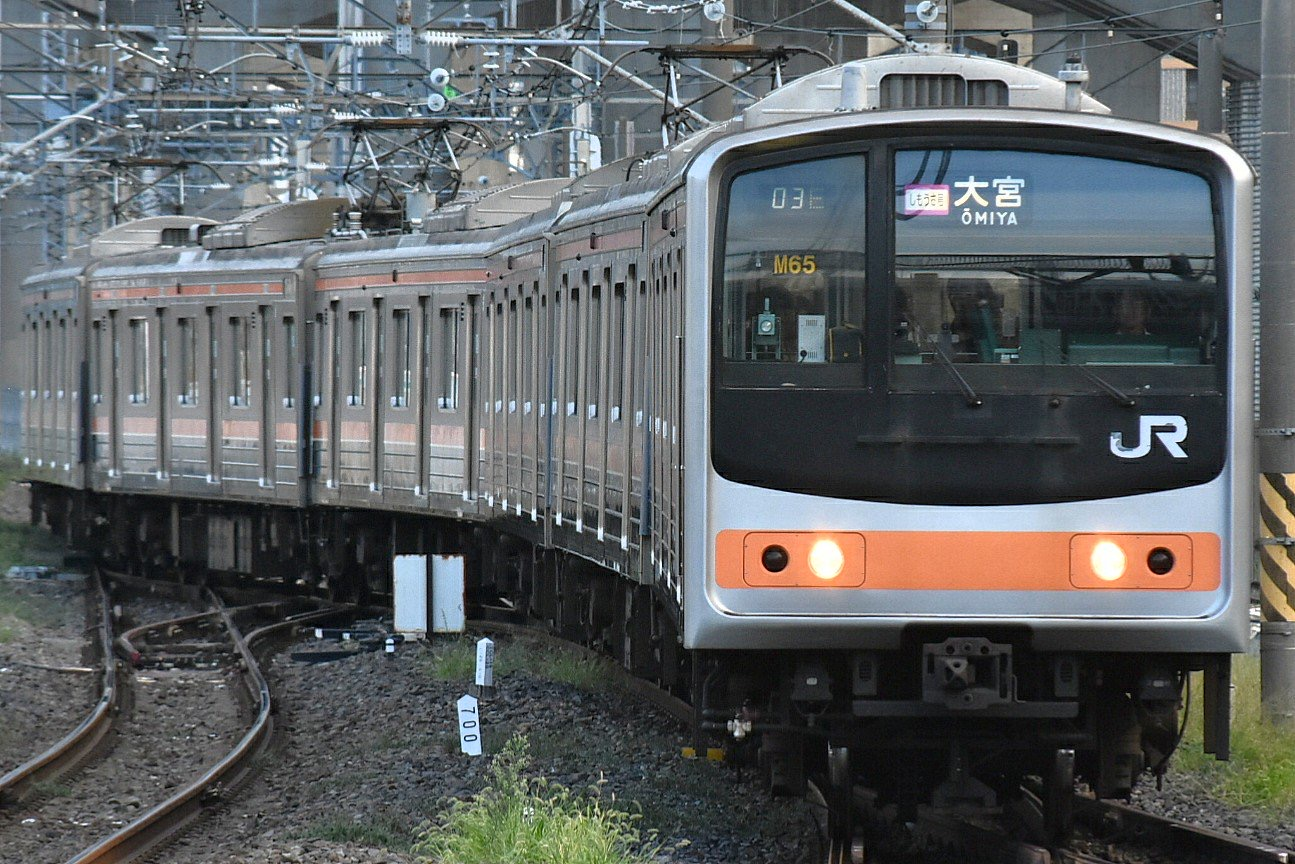
205系0番台
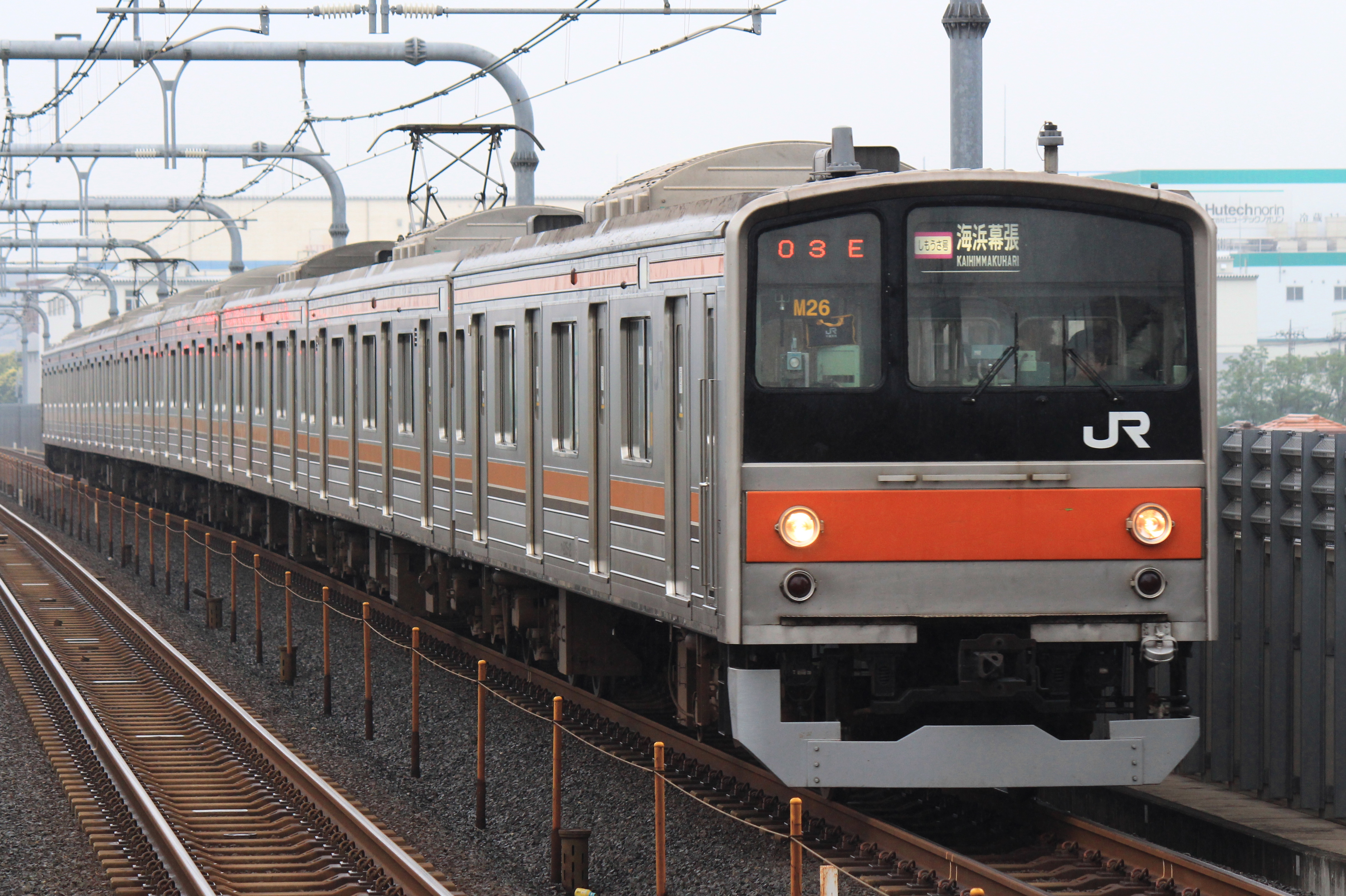
205系5000番台

## 沿革
- 2010年（平成22年）12月4日 - ダイヤ改正に伴い運行を開始。

## 停車駅
大宮駅 - 武蔵浦和駅間は貨物線として建設された線路を経由するため、途中さいたま新都心駅と与野駅を通るが、ホームがなく停車しない。武蔵浦和駅 - 海浜幕張駅間は各駅に停車する。
- 大宮駅 - 武蔵浦和駅 - 南浦和駅 - 東浦和駅 - 東川口駅 - 南越谷駅 - 越谷レイクタウン駅 - 吉川駅 - 吉川美南駅 - 新三郷駅 - 三郷駅 - 南流山駅 - 新松戸駅 - 新八柱駅 - 東松戸駅 - 市川大野駅 - 船橋法典駅 - 西船橋駅 -（南船橋駅 - 新習志野駅 → 幕張豊砂駅 → 海浜幕張駅）
  - 西船橋駅 - 新習志野駅間は朝の大宮行き2本、夜の新習志野行き1本が運転。
  - 新習志野駅 - 海浜幕張駅間は朝の海浜幕張行き1本のみ運転。